# Ruschberg
Ruschberg ist eine Ortsgemeinde im Landkreis Birkenfeld in Rheinland-Pfalz. Sie gehört der Verbandsgemeinde Baumholder an.

## Geographie
Ruschberg liegt am Baumholder Bach südwestlich des 563 Meter hohen Feldbergs. Im Norden und Osten befinden sich der Truppenübungsplatz und die Stadt Baumholder, im Westen die Ortsgemeinde Heimbach und nördlich liegt die Ortsgemeinde Reichenbach.
Die Ortsgemeinde Ruschberg liegt zudem im Westrich.
Zu Ruschberg gehören auch die Wohnplätze Clarashall (Schwerspatgrube), Haus Mohrenmühle, Im Inkelrech, Lauersmühle und Seibertsmühle.

## Geschichte
Ruschberg gehörte bis zum Ende des 18. Jahrhunderts zu dem aus der Grafschaft Veldenz stammenden Teil des Herzogtums Pfalz-Zweibrücken und war der Schultheißerei Baumholder im Oberamt Lichtenberg zugeordnet. Im Jahr 1790 lebten 60 Familien im Ort. Die Gemarkung von Ruschberg umfasste 771 Hektar.
Im Jahr 1794 wurde das Linke Rheinufer von französischen Revolutionstruppen eingenommen. Von 1798 bis 1814 gehörte Ruschberg zum Kanton Baumholder im Departement der Saar. Aufgrund der auf dem Wiener Kongress (1815) getroffenen Vereinbarungen kam die Region 1816 zum sachsen-coburgischen Fürstentum Lichtenberg, dem es bis 1834 angehörte. Die Gemeinde Ruschberg gehörte zunächst zur Bürgermeisterei Reichenbach, von 1823 an zur Bürgermeisterei Baumholder (siehe auch Liste der Gemeinden im Fürstentum Lichtenberg). Nach dem Verkauf an Preußen und der Auflösung des Fürstentums Lichtenberg kam Ruschberg zum neu errichteten Kreis St. Wendel in der Rheinprovinz. Seit 1937 gehört Ruschberg zum Landkreis Birkenfeld und ist seit 1946 Teil des Landes Rheinland-Pfalz.
Bevölkerungsentwicklung
Die Entwicklung der Einwohnerzahl von Ruschberg, die Werte von 1871 bis 1987 beruhen auf Volkszählungen:
| Jahr | Einwohner |
| 1815 | 344       |
| 1835 | 473       |
| 1871 | 514       |
| 1905 | 528       |
| 1939 | 743       |
| 1950 | 785       |

| Jahr | Einwohner |
| 1961 | 970       |
| 1970 | 962       |
| 1987 | 861       |
| 1997 | 909       |
| 2005 | 870       |
| 2023 | 823       |

## Politik

### Bürgermeister
Alfred Heu ist seit 1994 Ortsbürgermeister von Ruschberg. Er wurde im Juni 2024 wiedergewählt.

## Wirtschaft und Infrastruktur

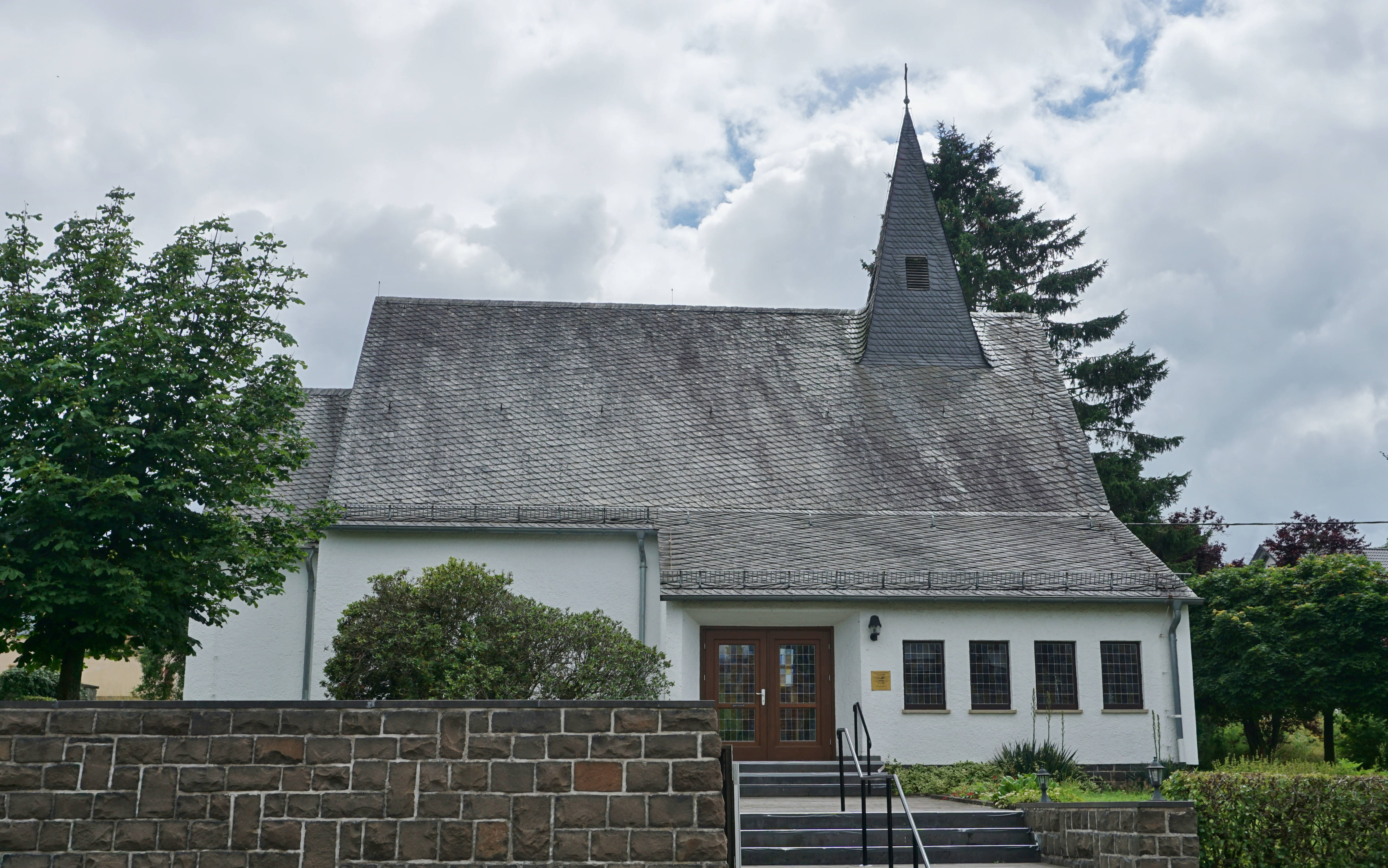
Evangelische Kirche Ruschberg

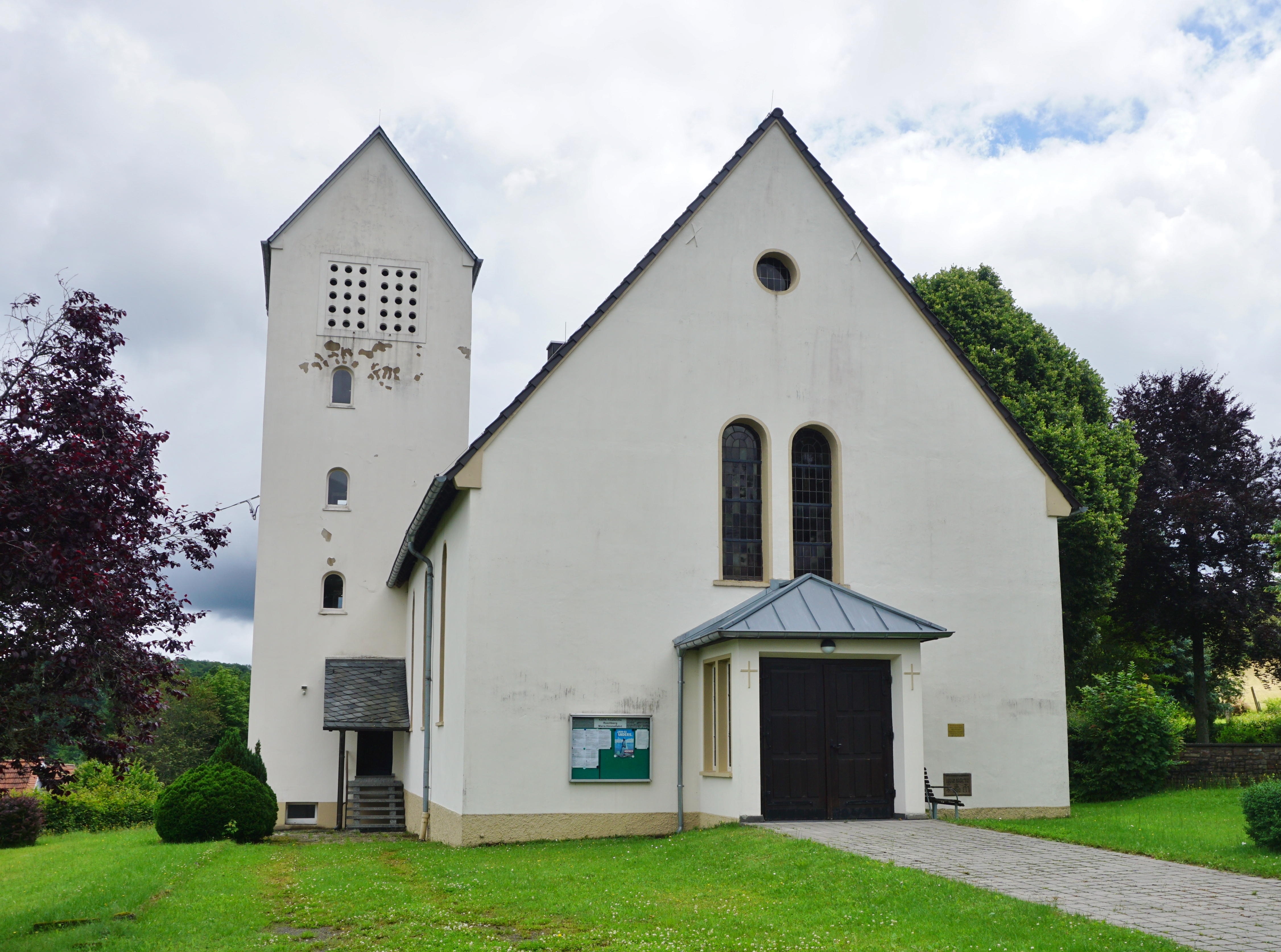
Maria Himmelfahrt

### Öffentliche Einrichtungen
- Evangelische Kirche, Kirchengemeinde Baumholder
- Katholische Kirche Maria Himmelfahrt, Kirchengemeinde Baumholder
- Kindergarten Ruschberg
- Jugendclub Ruschberg
- Bürgerhaus Ruschberg

### Verkehr
- Südlich verläuft in einigen Kilometern Entfernung die Bundesautobahn 62.
- In Ruschberg selbst gab es auf der Bahnstrecke Heimbach–Baumholder seit Mai 1981 keinen regelmäßigen  Personenverkehr mehr, dieser wurde jedoch im Jahr 2014 durch die Vlexx GmbH wieder aufgenommen.